# Церква Різдва Пресвятої Богородиці (Новосілка)
Церква Різдва Пресвятої Богородиці в Новосілці — парафія і храм греко-католицької громади Підгаєцького деканату Бучацької єпархії Української греко-католицької церкви в селі Новосілка Тернопільського району Тернопільської области.
Оголошена пам'яткою архітектури місцевого значення.

## Історія церкви
Церква Різдва Пресвятої Богородиці була збудована у 1709 році. З того часу і до 1946 року парафія була греко-католицькою.
З 1962 по 1990 рік церкву закривала державна влада. У 1990 році храм відкрили, відреставрували ікони, відремонтували ззовні та перекрили дах. У тому ж році церкву освятили. З 1990 року парафія і храм знову перебувають у лоні УГКЦ.

## Парохи
- о. Іван Суковський,
- о. Василь Кучинський (з XVIII),
- о. Теодор Карапнякевич (1801),
- о. Мирослав Рудинський (1804),
- о. Іван Малиновський (1812),
- о. Павло Литвинович (1834),
- о. Гілярій Кузьмович,
- о. Михайло Винницький,
- о. Володимир Масах (1918—1941),
- о. Михайло Кузьма (1942—1944),
- о. Богдан Остапович (1946—1961),
- о. Микола Сухарський (з 1990).